# Gunnel Fagius
Gunnel Kristina Fagius, född Törnqvist 26 maj 1946 i Stockholm, är en svensk musikpedagog och musiker med inriktning på barn och sång.

## Biografi
Gunnel Fagius är utbildad musiklärare vid Kungliga Musikhögskolan i Stockholm, har kantorsexamen och är fil. mag. i musikvetenskap. Hon har sedan 1970-talet i flera år verkat som musiklärare och körledare, då hon även haft särskilda musikklasser. Hon har också varit verksam som kyrkomusiker i bland annat Uppsala missionskyrka i omgångar mellan  1982 och 2000 och varit musikkonsulent för Svenska kyrkan på nationell nivå. Fagius har en särskild inriktning på körmusik – däribland många år i Uppsala akademiska kammarkör – och barns sång. 
Fagius har länge hävdat att barn riskerar att förstöra sina röster på grund av försämrade musikkunskaper hos lärare och felaktiga röstlägen vid sång, vilket gjort henne till en auktoritet inom området i Sverige. Sedan 2001 har hon varit forskningssamordnare vid Uppsala universitets Körcentrum och startat projektsatsningar som "Rädda barnrösten" och "Barn & Sång" med Körcentrum, UNGiKÖR och Rikskonserter. 
Hon är redaktör och medförfattare till böckerna Barn i kör – idéer och metoder för barnkörledare (1990), Barn och sång – om rösten, sångerna och vägen dit (2007) och Körsång påverkar (2012) Bland medverkande forskare och skribenter ingår hennes make neurologen Jan Fagius, för övrigt bror till Hans Fagius.

## Priser och utmärkelser
- 1996 – Uppsala kommuns kulturstipendium
- 1997 – Årets barn- och ungdomskörledare
- 2004 – Madeleine Ugglas stipendium för musikpedagogiskt utvecklingsarbete
- 2010 – Alice Tegnér-musikpriset
- 2014 – Medaljen för tonkonstens främjande